# Poor Things
Poor Things er en film fra 2023 af Yorgos Lanthimos. Filmen er baseret på romanen af samme navn fra 1992 af Alasdair Gray, der følger hovedpersonen Bella Baxter (Emma Stone), en ung kvinde i det victorianske London, som genopstår af en videnskabsmand (spillet af Willem Dafoe) efter hendes selvmord og begiver sig ud på en selvopdagelsesrejse.

## Medvirkende
- Emma Stone som Bella Baxter
- Mark Ruffalo som Duncan Wedderburn
- Willem Dafoe som Dr. Godwin Baxter
- Ramy Youssef som Max McCandles
- Christopher Abbott som Alfie Blessington
- Jerrod Carmichael som Harry Astley
- Margaret Qualley som Felicity
- Kathryn Hunter som Swiney